# Fauscoum
Fauscoum är en ås i republiken Irland.   Den ligger i grevskapet Waterford och provinsen Munster, i den södra delen av landet, 150 km sydväst om huvudstaden Dublin. Fauscoum ingår i Monavullagh Mountains.